# 오만과 편견 (1940년 영화)
《오만과 편견》(Pride And Prejudice)은 미국에서 제작된 로버트 Z. 레너드 감독의 1940년 드라마, 뮤지컬 영화이다. 제인 오스틴의 동명의 소설을 바탕으로 제작되었다. 그리어 가슨 등이 주연으로 출연하였고 헌트 스트롬버그 등이 제작에 참여하였다.

## 출연

### 주연
- 그리어 가슨
- 로렌스 올리비에

### 조연
- 메리 볼랜드
- 에드나 메이 올리버
- 모린 오설리반
- 앤 루더포드
- 프리에다 인에스코트
- 에드먼드 그웬
- 카렌 몰리
- 헤더 안젤
- 마샤 헌트
- 브루스 레스터
- 에드워드 애쉴리
- 멜빌 쿠퍼
- 마튼 라몽
- E. E. 클리브
- 메이 베티
- 마저리 우드
- 지아 켄트

## 기타
- 원작자: 제인 오스틴
- 의상: 아드리안
- 의상: 길 스틸